# Альтернантні вуглеводні
Альтернантні вуглеводні (рос. альтернантные углеводороды, англ. alternant hydrocarbons) — кон'юговані вуглеводні, як ароматичні, так і неароматичні, що не мають кілець з непарною кількістю атомів, і в яких усі атоми можна розділити на два набори «позначені» та «непозначені» так, що кількість почергово позначених і не позначених атомів C однакова, і жодні з атомів одного й того
ж ряду не сполучаються між собою, наприклад:
С*H2=CH-C*H=CH2 (альтернантний),
С*H2=C=C*H-CH=C*H2 (неальтернантний).
Загальна кількість атомів обох рядів може бути як парною так і непарною.